# Syväjärvi (sjö i Finland, Norra Karelen)
Syväjärvi är en sjö i Finland. Den ligger i kommunen Ilomants i landskapet Norra Karelen, i den östra delen av landet, 500 km nordost om huvudstaden Helsingfors. Syväjärvi ligger 183,9 meter över havet. Den är 6 meter djup. Arean är 4,82 kvadratkilometer och strandlinjen är 19,18 kilometer lång. Sjön  ingår i Vuoksens huvudavrinningsområde.   Den sträcker sig 3,4 kilometer i nord-sydlig riktning, och 3,4 kilometer i öst-västlig riktning.
I övrigt finns följande i Syväjärvi:
- Syvänjärvensaari (en ö)